# Supremacy 1914
Supremacy 1914 ist ein Online-Echtzeit-Strategiespiel des Hamburger Herstellers Bytro Labs, das unter anderem über Bigpoint und Gamigo vertrieben wird.

## Handlung
In diesem Spiel ist das Ziel, die Vor- bzw. Weltherrschaft zu erspielen. Es endet mit Erreichen einer bestimmten Punktzahl, die pro Stunde  einstellbar ist. Zur Auswahl stehen 1000 und 1500 Punkte – der Gesamtpunktestand aller Spieler im Spiel beträgt immer 2000 – sowie „Supremacy“, die Vernichtung aller anderen Spieler. Weiterhin kann ein Spiel auch durch gemeinsamen Beschluss aller noch aktiven Spieler beendet werden, wenn nur noch höchstens drei Spieler im Spiel verblieben sind. Dadurch ist es möglich, ein Spiel auch gemeinsam mit seinen Bündnispartnern zu beenden.
Zudem gibt es neun Karten mit unterschiedlichen Szenarien, Spieleranzahlen und teilweise auch unterschiedlichen spielbaren Ländern. So sind auf der 31-Spieler-Karte etwa Finnland oder Norwegen spielbar, die auf der 10-Spieler-Karte zu Dänemark bzw. Schweden gehören.

## Geschäftsmodell
Supremacy 1914 verwendet ein Free-to-play-Geschäftsmodell, das heißt, es ist grundsätzlich kostenlos spielbar. Allerdings gibt es sogenannte Premium-Inhalte, die für reales Geld erworben werden können und dem Spieler im Vergleich zum Spielen ohne Geldeinsatz Vorteile verschaffen. So ist es dem Premiumspieler möglich, als „Mitglied der Heeresleitung“ Einheitenproduktion oder das Errichten von Gebäuden in einer Warteschlange einzureihen, so dass sie zum Beginn der Aktion nicht online sein müssen. Auch zusätzliche Einheiten oder Rohstoffe sowie Verkürzungen von Bau- und Produktionszeiten können erworben werden. Das Premiumangebot ist nicht verpflichtend und muss auch nicht aufrechterhalten werden.

## Spielprinzip
In Supremacy 1914 übernimmt jeder Spieler die Kontrolle über ein Land, das aus mehreren Provinzen besteht. Jede Provinz stellt einen der acht verschiedenen Rohstoffe her. Außerdem stehen in jeder Provinz bei Spielbeginn zehn Infanterie-Einheiten zur Verfügung. Weitere kommen im Lauf des Spiels hinzu.
Solange ein Land keinen menschlichen Spieler hat, übernimmt der Computer als Nicht-Spieler-Charakter das Land. Solange ein Computer ein Land steuert, sind dessen Einheiten defensiv. Der Computer kann also von sich aus keine aggressive Spielweise beginnen. Es gibt zusätzlich auch Länder, die nur vom Computer gesteuert werden. Diese sind kleiner als die Länder, die für menschliche Spieler vorgesehen sind.
Supremacy 1914 ist ein Echtzeit-Strategiespiel. Die Spieler müssen dabei nicht online sein, das Spiel geht auch ohne die Anwesenheit des Spielers weiter. Jeder Aktion wie dem Bauen von Gebäuden oder dem Bewegen von Einheiten ist dabei ein Zeitrahmen zugeteilt. Aktionen können parallel ausgeführt werden. Wie auch in Call of War kann man im Spiel eine Allianz gründen, in welcher Freunde und andere zusammen spielen und sich mit anderen Allianzen messen können. Jeder Spieler findet sich in der Rangliste wieder. Gewertet werden Eroberungen, Anzahl von Spielen usw.

## Rezeption
Das Online-Magazin GIGA hob hervor, dass die komplexe KI des Spiels auch bei geringer Teilnehmerzahl ansprechende Spielrunden biete. Computerspiele.com bemerkte inhaltliche Anleihen beim Computerspiel Hearts of Iron, sah Supremacy 1914 im Segment Browserspiele aber „ganz klar (als) eines der besten und innovativsten […] Games der letzten Jahre“. Das Spielemagazin Gamezone betonte, dass Supremacy 1914 eines der ganz wenigen Browserspiele sei, die sich der Thematik Erster Weltkrieg annähmen, verwies jedoch ebenfalls auf früher erschienene Single-Player-Computerspiele ähnlichen Inhalts.

## Auszeichnungen
2009 gewann Supremacy 1914 den Publikumspreis des seit 2005 stattfindenden Browser-Game-of-the-Year-Wettbewerbs.